# Platon Hryhorovych Kostiuk
Platon Hryhorovych Kostiuk (tiếng Ukraina: Платон Григорович Костюк; 20 tháng 8 năm 1924 – 10 tháng 5 năm 2010) là nhà sinh lý học, nhà khoa học thần kinh, nhà điện sinh lý học và nhà lý sinh y học người Liên Xô cũ và Ukraina ngày nay. Ông là viện sĩ của Viện Hàn lâm Khoa học Quốc gia Ukraina (NAS) và Viện Hàn lâm Khoa học Nga. Ông cũng là giám đốc của Viện Sinh lý học Bogomoletz và Trung tâm Sinh lý học Phân tử Quốc tế (trực thuộc Viện Hàn lâm Khoa học Quốc gia Ukraina); chủ tịch Viện Vật lý Kỹ thuật Moskva, chi nhánh Kyiv, phó chủ tịch Viện Hàn lâm Khoa học Quốc gia Ukraina, và còn là chủ tịch Xô viết Tối cao Cộng hòa Xã hội chủ nghĩa Xô viết Ukraina của CHXHCN Xô viết Ukraina (nay là Verkhovna Rada - Hội đồng Tối cao của Ukraina).

## Tiểu sử
Platon Hryhorovych Kostiuk sinh ra ở Kyiv. Cha ông là nhà tâm lý học người Ukraina Hryhoriy Kostiuk. Ông biết nói cả tiếng Ukraina và tiếng Nga, trong quá trình học vấn thì học thêm hai ngoại ngữ là tiếng Anh và tiếng Đức. Ông tốt nghiệp trung học khi Chiến tranh Xô-Đức bắt đầu diễn ra vào năm 1941. Kostiuk nhập học tại Đại học Stalingrad, ngành nghiên cứu sinh học và văn tự La Mã. Sau một thời gian, ông sơ tán đến Siberia, theo học ngành y khoa cho đến năm 1945. Sau nửa năm thực hiện nghĩa vụ quân sự thuộc lực lượng quân y, ông xuất ngũ và theo học tại Khoa Sinh học thuộc Đại học Kyiv. Song song quá trình đó, ông theo học ngành tâm thần học tại Viện Y tế Kyiv (nay là Đại học Y Quốc gia Bogomolets). Kostiuk làm luận án tiến sĩ tại phòng thí nghiệm sinh lý học của Danylo Vorontsov. Trong nghiên cứu của mình, ông đã phát triển thiết bị vi điện cực (microelectrode) độc lập với nghiên cứu của Judith Graham Pool và Ralph W. Gerard (1949). Ông hoàn thành luận án tiến sĩ vào năm 1957. Năm 1958, Kostiuk trở thành Trưởng khoa Sinh lý học Thần kinh tổng quát tại Viện Sinh lý học Bogomoletz. Từ năm 1969 đến năm 2010, ông giữ chức vụ giám đốc viện.
Năm 1960 – 1961, Kostiuk được mời đến Phòng thí nghiệm của John Eccles ở Canberra, Úc để nghiên cứu cơ chế của điện thế ức chế sau synap ở tủy sống (Inhibitory postsynaptic potential). Năm 1974, ông được bầu làm thành viên (Viện sĩ) thuộc Viện Hàn lâm Khoa học Liên Xô. Năm 1975 đến năm 1988, ông là Viện sĩ, đồng thời là Thư ký Bộ môn Sinh lý học của Học viện. Năm 1975 đến năm 1990, ông là đại biểu trong Xô viết Tối cao Cộng hòa Xã hội chủ nghĩa Xô viết Ukraina của CHXHCN Xô viết Ukraina (nay là Verkhovna Rada - Hội đồng Tối cao của Ukraina). Năm 1985 – 1990 ông nắm chức chủ tịch Xô viết Tối cao.

## Các công trình nghiên cứu
Platon Hryhorovych Kostiuk là người đầu tiên ở Liên Xô tiên phong giới thiệu các nghiên cứu về "vi điện cực" của hệ thần kinh. Ông là người đầu tiên chứng minh trực tiếp sự hiện diện của kênh calci trong màng tế bào thần kinh. Ông đã phát hiện hai loại điện thế calci: một điện thế được kích hoạt ở điện áp cao và điện thế còn lại được kích hoạt ở điện áp thấp (thuộc hệ thống ống T). Ông cũng đề xuất giả thuyết về cơ chế chọn lọc của kênh calci.

## Chức vụ
Kostiuk giữ chức phó chủ tịch của Liên minh Khoa học Sinh lý Quốc tế từ năm 1989 đến năm 1993.
Năm 1966, ông được bầu làm Thành viên Viện Hàn lâm Khoa học Quốc gia Đức Leopoldina.

## Vinh danh
Quỹ Kostiuk được thành lập nhằm hỗ trợ các nhà khoa học trẻ và thúc đẩy các nghiên cứu về sinh lý học ở Ukraina. Mỗi năm một lần, Quỹ trao Giải thưởng Kostiuk cho các nhà nghiên cứu trẻ xuất sắc trong lĩnh vực khoa học y sinh.

## Bài báo khoa học
Ông đã xuất bản hơn 1000 bài báo khoa học bằng tiếng Ukraina, tiếng Nga và tiếng Anh. Dưới đây liệt kê một số bài báo nổi tiếng:
- Kostyuk, P. G.; Eccles, J.С.; Schmidt, R. F. (1962). "Central pathways responsible for depolarization of primary afferent fibres" [Đường dẫn truyền trung ương chịu trách nhiệm khử cực các sợi hướng tâm sơ cấp]. The Journal of Physiology. 65 (2): 237–257. doi:10.1113/jphysiol.1962.sp006884. PMC 1359621. PMID 13889054.
- Kostyuk, P. G.; Araki, T.; Ito, M.; Oscarsson, O. (1962). "Injection of alcaline cations into cat spinal motoneurones" [Tiêm cation alcaline vào neuron vận động trong cột sống của mèo]. Nature (bằng tiếng Anh). 196 (4861): 1319–1320. Bibcode:1962Natur.196.1319A. doi:10.1038/1961319a0. PMID 14013543.
- Kostyuk, P. G.; Krishtal, O.A.; Pidoplichko, V.I. (1975). "Effect of internal fluoride and phosphate on membrane currents during intracellular dialysis of nerve cells" [Tác dụng của ion fluoride và phosphate nội sinh lên điện thế màng trong quá trình thẩm phân nội bào của neuron]. Nature (bằng tiếng Anh). 257 (2): 691–693. Bibcode:1975Natur.257..691K. doi:10.1038/257691a0. PMID 1186845.
- Kostyuk, PG; Molokanova, EA; Pronchuk, NF; Savchenko, AN; Verkhratsky, AN (tháng 12 năm 1992). "Different action of ethosuximide on low- and high-threshold calcium currents in rat sensory neurons" [Tác dụng khác nhau của ethosuximide đối với dòng calci ngưỡng thấp và ngưỡng cao trong neuron cảm giác của chuột]. Neuroscience (bằng tiếng Anh). 51 (4): 755–8. doi:10.1016/0306-4522(92)90515-4. PMID 1336826.